# Schizopathidae
Schizopathidae é uma família de coral negro da ordem Antipatharia, classe Anthozoa.

## Géneros
- Stauropathes Opresko, 2002